# Habronestes macedonensis
Habronestes macedonensis är en spindelart som först beskrevs av Henry Roughton Hogg 1900.  Habronestes macedonensis ingår i släktet Habronestes och familjen Zodariidae. Inga underarter finns listade i Catalogue of Life.